# 山岡景一郎
山岡 景一郎（やまおか けいいちろう、1930年7月8日 - ）は、京都府を本拠とする経営コンサルタント。平安女学院理事長・学院長・大学学長。白川プロジェクト株式会社代表取締役。株式会社白川書院代表取締役社長。愛称、やまけい。

## 経歴・人物
1930年、京都府生まれ。1953年、立命館大学二部経済学部（夜間）卒業。1957年、結婚。国家公務員、地方公務員を経て、経営コンサルタントを開業。2003年に平安女学院理事長・学院長に就任し、2005年より、平安女学院大学学長・短期大学部学長を兼任。破綻寸前と言われていた学校法人を財政健全化し、大きく立て直した。一方で、理事長・学院長在任時の2004年に守山市のキャンパスを高槻市に移転する方針をめぐって学生から裁判を起こされたり、自身が執筆した大学のミッション宣言を教職員に毎日唱和させたり、附属高校の教職員の解雇騒動が起きたりするなど、強権的な側面も目立った。自らワンマン経営者を自認している。2023年1月には4名の教員よりパワーハラスメントで訴えられた。この件について、山岡側からの反論も為されている。
2011年に京都府立医科大学客員教授、2015年には京都大学特任教授に就任。公益財団法人京都府生活衛生営業指導センター理事長、一般社団法人日本おもてなし学会会長。日本ペンクラブ会員。
「月刊京都」元編集長、白川書院編集顧問の山岡祐子は娘。
宗教はキリスト教。生家があった場所はビルになっているが、1階部分を平安女学院が借り上げ、2020年時点で平安女学院広報センターになっている。

## 出演

### ラジオ
- 武部宏の日曜とーく（KBS京都）

## 著書
- 平安女学院大学の奇跡 小規模大学の生き残り大逆転戦略 (2016/12/20 PHP研究所)